# Новая Европа (гостиница)
«Новая Европа» (азерб. Yeni Avropa) — бывшая гостиница, располагавшаяся в городе Баку (Азербайджан).
В настоящее время в здании гостиницы расположен бакинский офис российской нефтяной компании «Лукойл», современный адрес — ул. Гаджи Зейналабдина Тагиева, 13. Согласно распоряжению Кабинета министров Азербайджанской Республики, данное здание является архитектурным памятником истории и культуры местного значения Азербайджана.

## История
Здание шестиэтажной гостиницы было построено в 1913 году в стиле модерн архитектором Иосифом Плошко на средства бакинского нефтепромышленника Мусы Нагиева. Здание гостиницы было одной из немногих гостиниц в Баку и редким зданием города, оснащённым лифтами. В первые советские годы в гостинице обычно останавливались приезжающие из других городов и районов Азербайджана, иностранцы же жили в гостинице «Интурист».

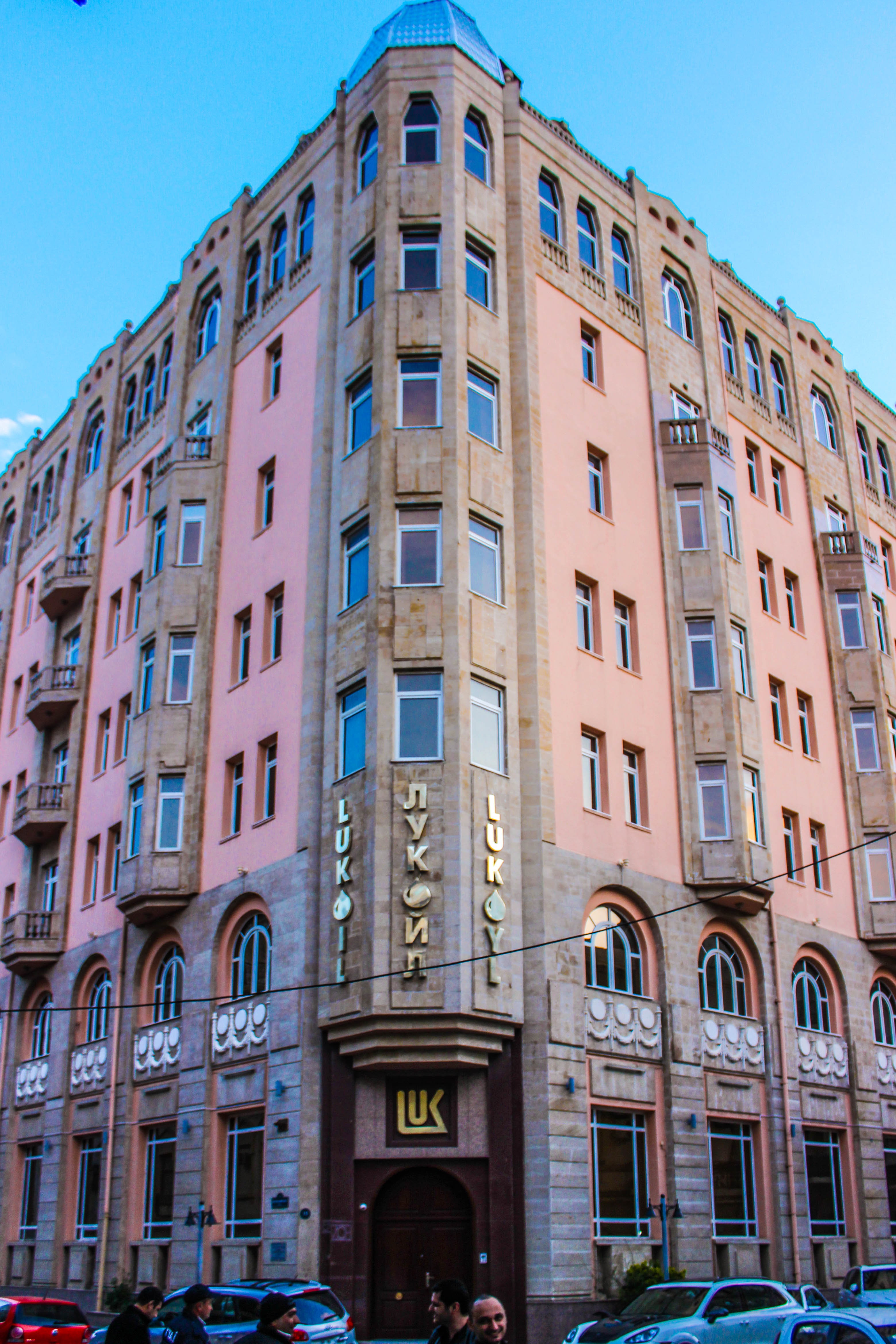
Здание гостиницы в наши дни

В гостинице в своё время останавливались такие известные личности, как Сергей Есенин (1925, № 59), Рюрик Ивнев (№ 81), Василий Качалов (июнь 1925), Яков Блюмкин и др.
В 1950 году в одном из номеров гостиницы поселился только что приехавший работать в город Гейдар Алиев, впоследствии первый секретарь ЦК Компартии Азербайджанской ССР и президент Азербайджанской Республики. Здесь Алиев оставался восемь месяцев. В дальнейшем Алиев вспоминал своё пребывание в гостинице и в начале 40-х:
Помню, как примерно в начале 1940-х годов — тогда я не жил в Баку — приехал в Баку. Я пришел сюда, взял номер, и этот отель меня восхитил. Сегодня, увидев здесь лифт, я подумал о том, что в то время ни в одном из зданий в Баку не было лифта, а если лифты были, то их было очень мало. Но в этом здании был лифт, и каждый, кто видел его, с удовольствием им пользовался.
3 октября 1999 года в отреставрированном здании бывшей гостиницы состоялось торжественное открытие нового офиса российской нефтяной компании «Лукойл». На церемонии выступил с речью президент Азербайджана Гейдар Алиев.